# Hornby-with-Farleton
Hornby-with-Farleton is een civil parish in het bestuurlijke gebied Lancaster, in het Engelse graafschap Lancashire met 730 inwoners.

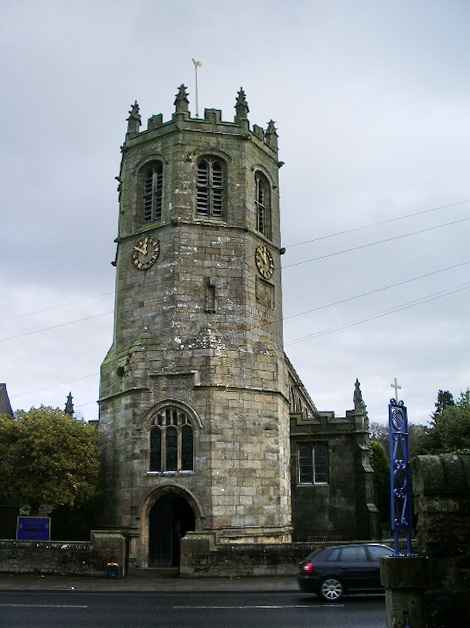
Parochiekerk van St Margaret
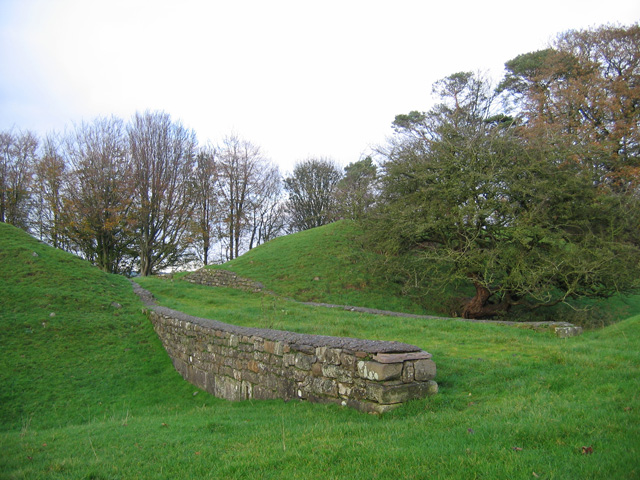
Castle Stede